# Памятник Торгильсу Кнутссону
Па́мятник Торгильсу Кнутссону — памятник основателю Выборгского замка шведскому маршалу Торгильсу Кнутссону работы скульптора Вилле Вальгрена (1855—1940) в Выборге. Был установлен на современной площади Старой Ратуши 4 октября 1908 года и стал первым памятником Выборга. Монумент простоял ровно сорок лет, когда в 1948 году был демонтирован. Скульптуру сильно повредили, однако она избежала переплавки. В 1993 году памятник был восстановлен.
С 1995 года памятник определён, как выявленный объект культурного наследия, а в 2015 году включён в список объектов культурного наследия РФ.

## История

### Идея и создание

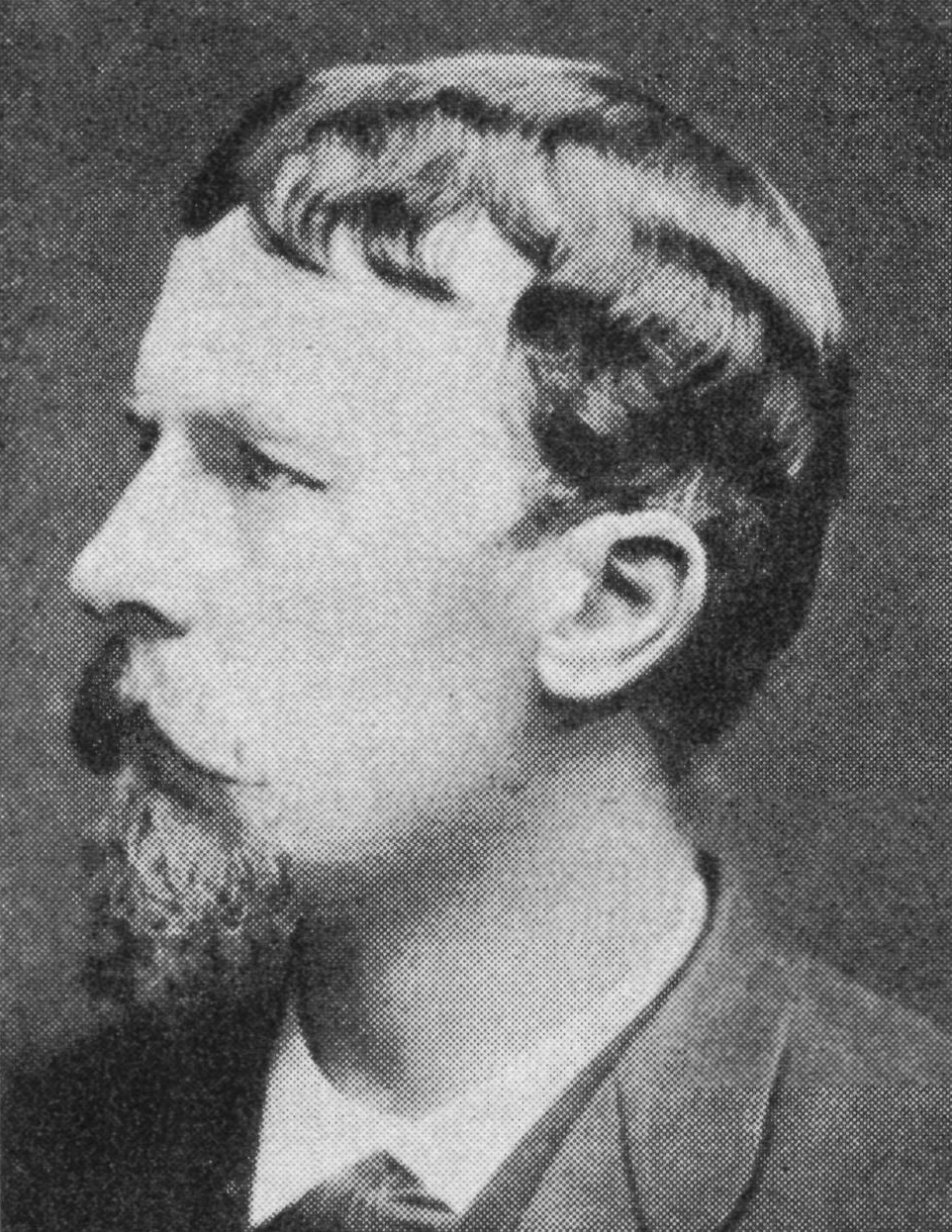
Якоб Аренберг

Инициатором и организатором проекта установки памятника выступил выборгский архитектор и любитель старины Якоб Аренберг (1847—1914), занимавшийся тогда проектированием воссоздания разрушенного Выборгского замка. Аренберг был одним из тех, кто стоял у истоков романтического прочтения выборгской истории. Он нисколько не сомневался в исторической правомочности монумента. Подобно многим национально мыслящим интеллектуалам, он считал необходимым знание и сохранение местной истории.

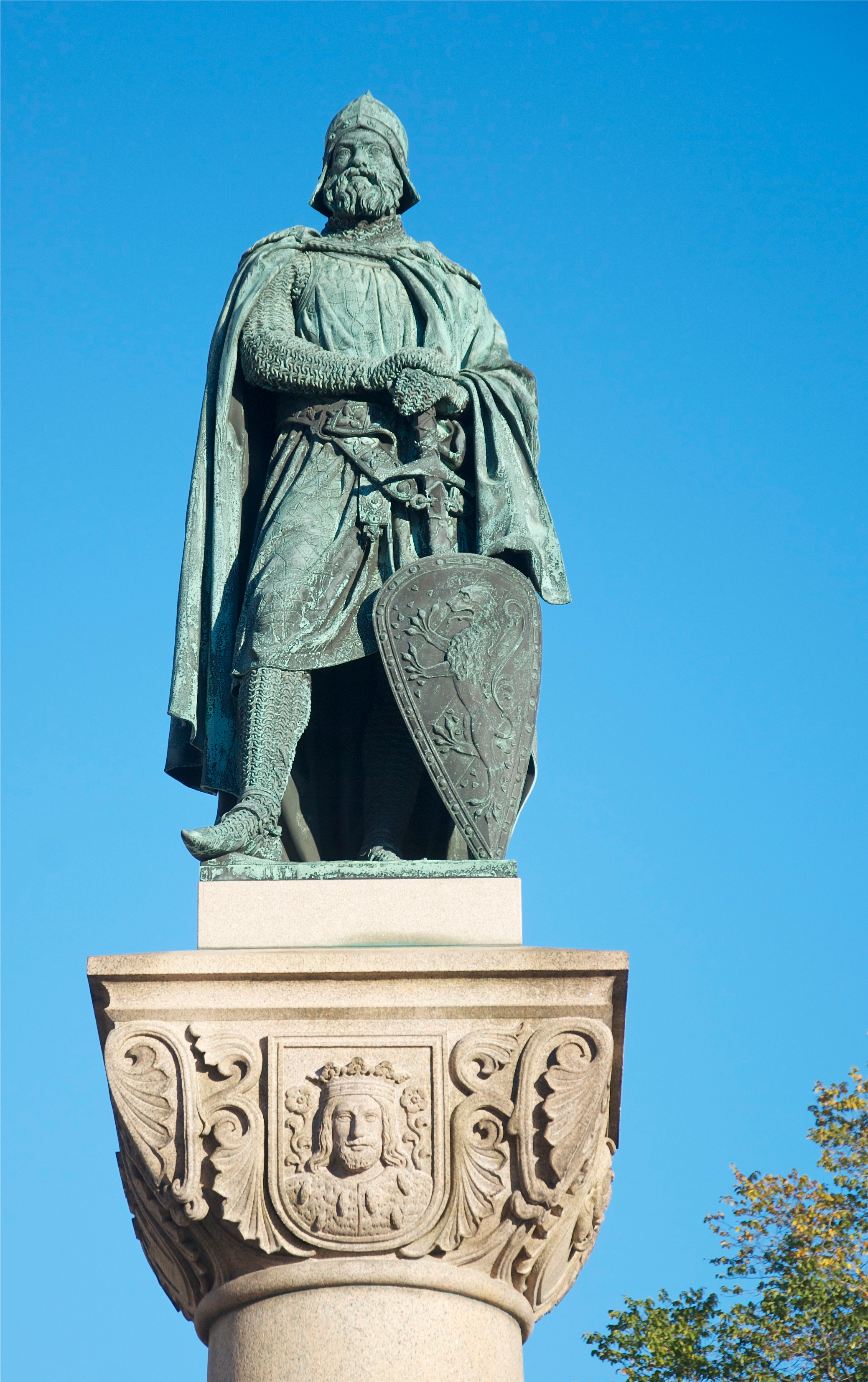
Памятник Биргеру Ярлу в Стокгольме

В своих мемуарах, опубликованных в 1916 году, он вспоминал:
В тот самый год, когда я приехал в Выборг, я получил письмо от известного нашего скульптора Вилле Вальгрена. Он искал работы. Я посоветовался кое с кем из моих выборгских приятелей, и было решено, что я закажу ему статую Торкеля Кнутсона, такую как статуя Биргера Ярла в Стокгольме, ценою до 2200 марок. Вальгрен был в восхищении. Я сообщил об этом деле Дену, которого оно очень заинтересовало. «Только, чтобы герб и костюмы были настоящие; чтобы не было никаких погрешностей против истории и геральдики, — помните это». 
Сбор средств на памятник начался с проведения литературного вечера 5 декабря 1884 года. Вырученные от продажи на него билетов средства составили 300 марок. Аренберг согласился выполнить бесплатно проект реконструкции площади, расположенной напротив него. Аренберг проделал колоссальную работу, зарисовав и обмерив древние постройки Выборга, в том числе и средневековые жилые дома — те немногие, которые пережили многочисленные пожары и перепланировки.
Проведённый сбор средств позволил Вальгрену получить заказ на изготовление модели. Но, простояв длительное время, эта работа пришла в негодность, так как глина рассохлась и потрескалась. Скульптору пришлось выполнить новую модель, стоимость которой вылилась уже в 3000 марок. Но это было лишь началом предстоящих трудностей. Идее установки памятника шведскому завоевателю решительно воспротивился военный комендант Выборга генерал-майор Михаил Лаврентьевич Духонин. Его поддержал и генерал-губернатор граф Фёдор Гейден.

Гр. Гейден отлично знал, что статуя в гипсе была готова и находилась в Выборге. Но, если он был достаточно слаб, чтобы бояться Духонина, то был и достаточно великодушен, чтобы не объявлять войны искусству…

Тема установки памятника бурно муссировалась на страницах газет.
В это время Вальгрен выехал в Париж, где он в то время жил. Над созданием памятника скульптор работал в своей парижской мастерской (ул. Фобур Сент-Оноре, 233bis). В 1887 году он завершил подготовительную работу. В 1888 году слепок из бронзированного гипса был доставлен из Парижа в Выборг для обсуждения заказчиками и отливки. С лета 1888 года её экспонировали в музее Выборга, именуя «Рыцарь», «Отвага» или иными безобидными именами.
Однако ходатайство о постановке памятника было отклонено. Более того, оно стало основанием для издания Александром III Высочайшего Объявления от 15 июля 1890 года о несооружении памятников в публичных местах без испрошения Высочайшего на то соизволения.
Последующее разрешение вопроса об установке памятника ускорили два обстоятельства. В 1896 году скончался выборгский аптекарь Йоганн Казимир фон Цвейгберг, который завещал городу 167 тысяч финских марок с указанием их назначения: на украшение Выборга. Эта сумма позволила сформировать особый денежный фонд. Часть завещанных денег, 30 тысяч марок, муниципалитет использовал на отливку памятника.
А Октябрьская всеобщая политическая стачка 1905 года заметно разрядила политическую атмосферу. В 1906 году произошло Свеаборгское восстание, показавшее, что русские революционеры ведут активную деятельность в Великом княжестве Финляндском. В начале 1907 года председатель Совета министров Российской империи П. А. Столыпин даже предлагал ввести в Выборгской губернии военное положение.
Разрешение на строительство, вопреки мнению русских военных и гражданских властей, было получено только после обращения городского совета Выборга к императору Николаю II. Эскиз памятника удостоился Высочайшего одобрения в Царском Селе 11 (24) апреля 1907 года.
Вальгрен отправился в Париж, где памятник отлили в бронзе. В феврале 1907 года Вальгрен писал Аренбергу: «Старика Торкеля Кнутсона отливают в бронзу на этих днях — по твоему почину 20 лет тому назад сделан был заказ на богатыря... Честь тебе и слава и спасибо, дружище».
Архитектор Карл Сегерштадт (1873—1931) спроектировал оригинальный гранитный постамент.
Весной 1908 года начались благоустройство и подготовка площади перед Старой Ратушей к установке памятника.

### Открытие
Открытие памятника Торгильсу Кнутссону состоялось 21 сентября (4 октября) 1908 года. Открытие было приурочено к празднованию в Выборге Шведского дня (фин. Ruotsalaisuuden päivä, швед. Svenska dagen), учреждённому Шведской народной партией. В тот год Шведский день праздновался впервые и прошёл во всех городах Великого княжества Финляндского, а также в Петербурге. Он не имел политического статуса и являлся празднованием шведской культуры и самобытности.

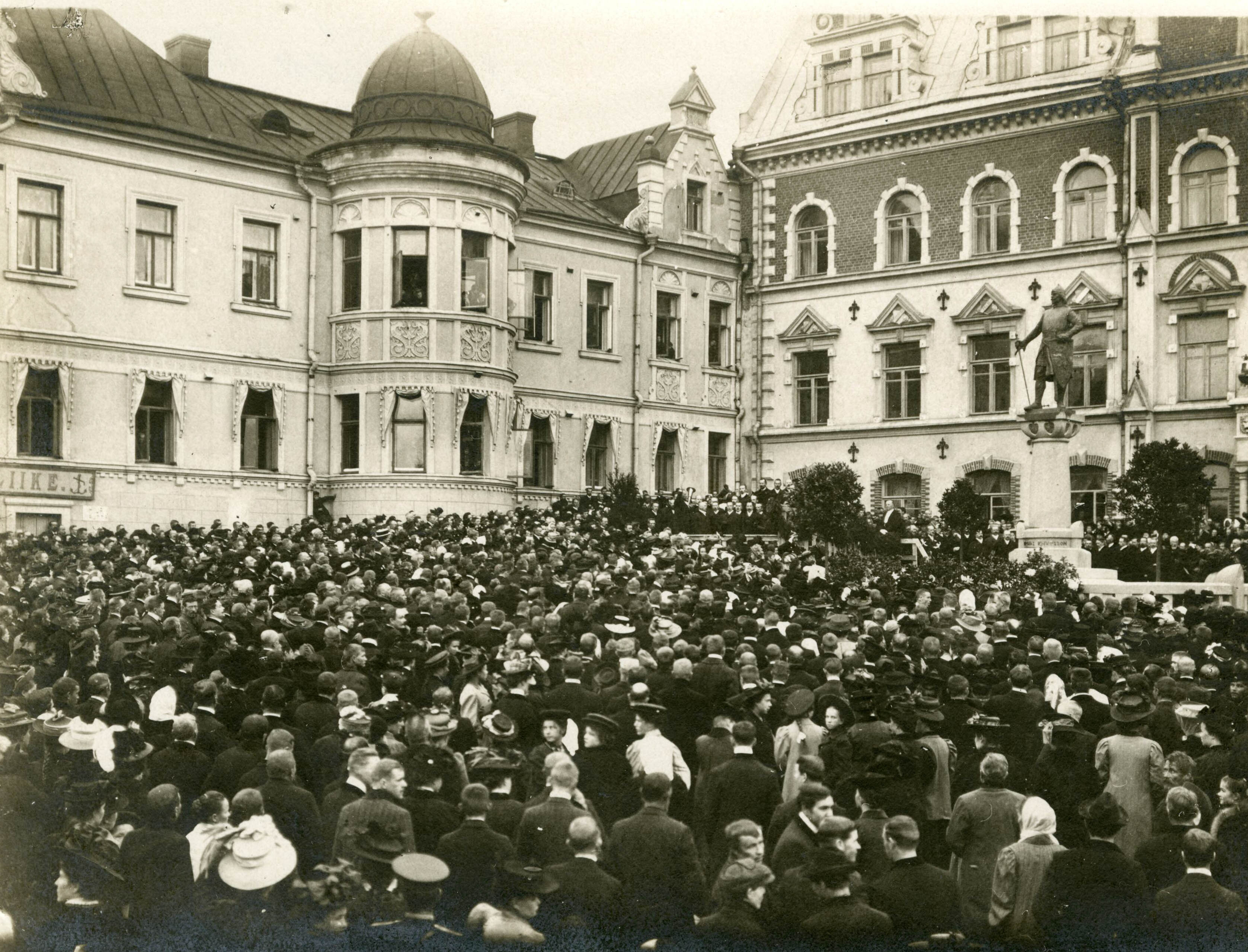
В день открытия памятника

В сентябре того же года в Хельсинки на Торговой площади была установлена другая работа Вальгрена — Хавис Аманда (Морская нимфа).
Сразу после установки памятника Кнутссону началась полемика в прессе.
5 октября (22 сентября) 1908 года газета «Русское слово» написала: «Вчера в Выборге открыт памятник Сторкелю Кнудсону, основателю Выборгской крепости, насадившему шведскую культуры в восточной Финляндии.»

19 октября в петербургской газете «Новое время» была опубликована статья «Финляндские памятники врагам России». Автором высказалась мысль, что открытие «на поле битв с россиянами» памятника основателю Выборгской крепости Т. Кнутссону, «совершавшему набеги на русские владения», не совместимо с национальным достоинством и честью России и её армии и оскорбительно для национального чувства. На этот на выпад «Нового Времени» живо откликнулась Финляндская Газета, опубликовав большую статью о памятнике и отражении этого вопроса в финляндской шведскоязычной прессе. Вместе с финляндскими газетами «Nye Pressen» и «Hufvudstadsbladet» русскоязычная «Финляндская Газета» предоставила свои страницы шведско-финским защитникам проекта памятника, разъяснявшим, что памятник Кнутссону не может считаться памятником «врагу России» — ведь Кнутссон воевал с Новгородом, а Новгородская республика тогда ещё не имела отношения к Российской империи. К тому же подчёркивалось, что памятник исторический, а не политический.
Двумя годами позже в Выборге был установлен памятник Петру I на высокой горе противоположной стороны пролива. После этого возникла оригинальная архитектурно-скульптурная композиция: взгляды застывших в бронзе завоевателей скрещивались на их «яблоке раздора» — Выборгском замке.

### Разрушение и восстановление

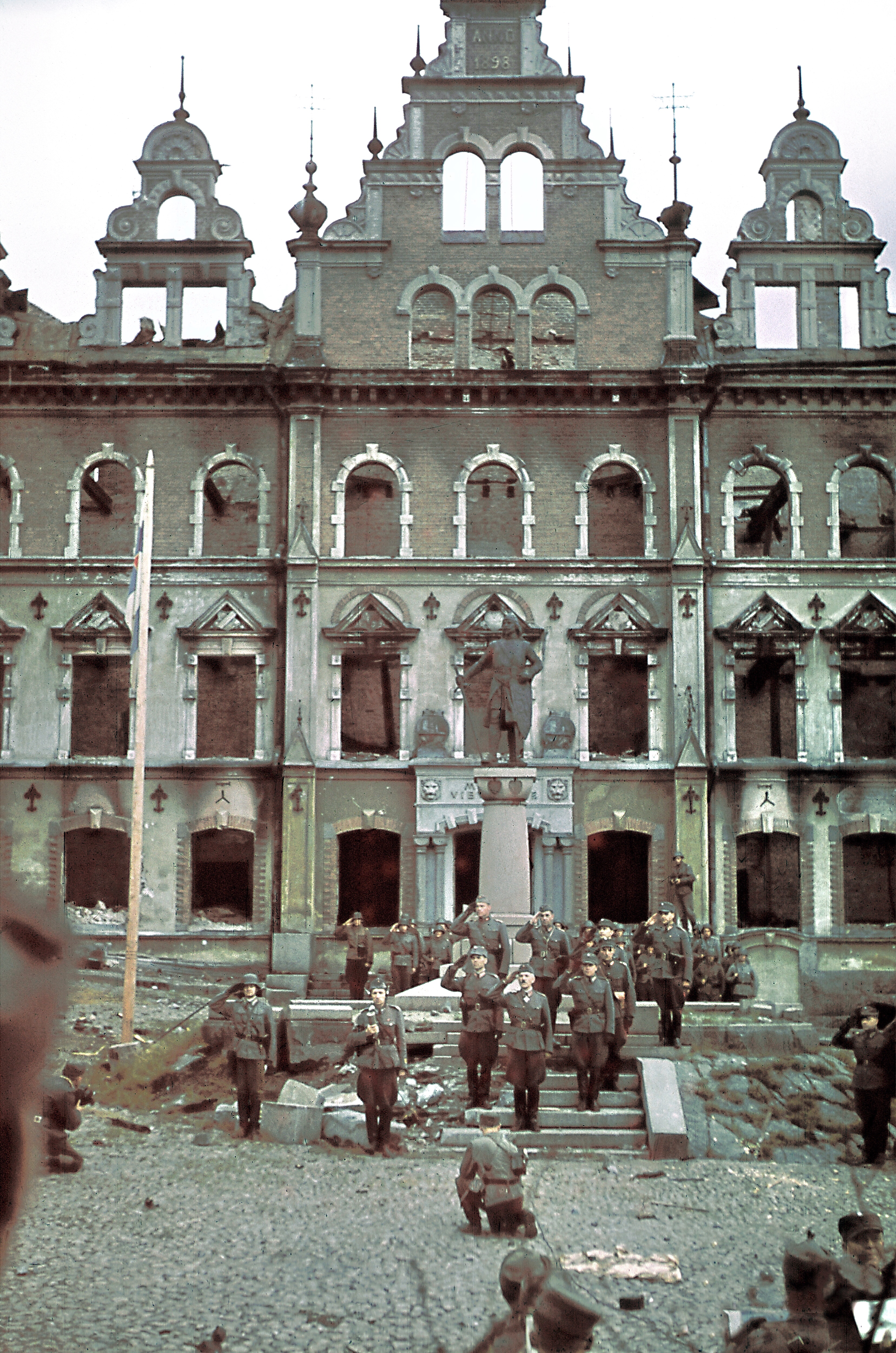
Финские военнослужащие на параде в 1941 году в оккупированном Выборге

В 1940 году, после Советско-финляндской войны, город был передан Финляндией Советскому Союзу. Во время Великой Отечественной войны в 1941 году он был занят финской армией. Освобождён Красной Армией в 1944 году. Все эти годы памятник оставался на своём месте.
Однако в 1948 году городские власти Выборга по телефону предложили командованию батальона связи, стоявшему в Выборгском замке, убрать памятник Торгильсу Кнутссону с площади. Тогда не предпринималась даже попытка демонтажа скульптуры. По воспоминаниям выборгского историка Е. Е. Кеппа, солдаты учебного взвода ночью привязали веревки за верхнюю часть монумента и рывками за них сбросили его на землю. При падении ступни ног фигуры отломились и остались на постаменте, отвалились щит, ножны меча и верхняя часть его эфеса. Используя те же веревки, солдаты волоком стащили скульптуру в замок. Чудом уцелела она от переплавки на металлолом.
Спустя почти 30 лет, после длительных поисков сотрудникам Выборгского краеведческого музея удалось обнаружить памятник в одном из сараев комбината благоустройства города Выборга на восточном берегу Большого Ковша. 21 января 1975 года сильно повреждённый памятник перевезли в Выборгский замок, где располагался музей, и он долгое время хранился там в подвале под главной башней Святого Олафа.
В 1991 году началась реставрация памятника. Финансировал работы Благотворительный фонд реставрации, реконструкции и развития Выборга, созданный Е. В. Филипповым тогда же, в 1991 году. Над восстановлением скульптуры работали скульптор В. П. Димов, архитектор И. В. Качерин, гранитчик Михаил Сафонов, работники завода «Монументскульптура» (Санкт-Петербург). Гранитный постамент выполнен по оригинальному проекту. 2 июля 1993 года, в год 700-летия Выборгского замка, восстановленный памятник был открыт.
Весной 1994 года памятник подвергся вандализму. Была отломана и похищена шпага. Через некоторое время похитители вернули её, положив к подножию памятника. Деталь была восстановлена работниками Выборгского судостроительного завода.

## Описание памятника

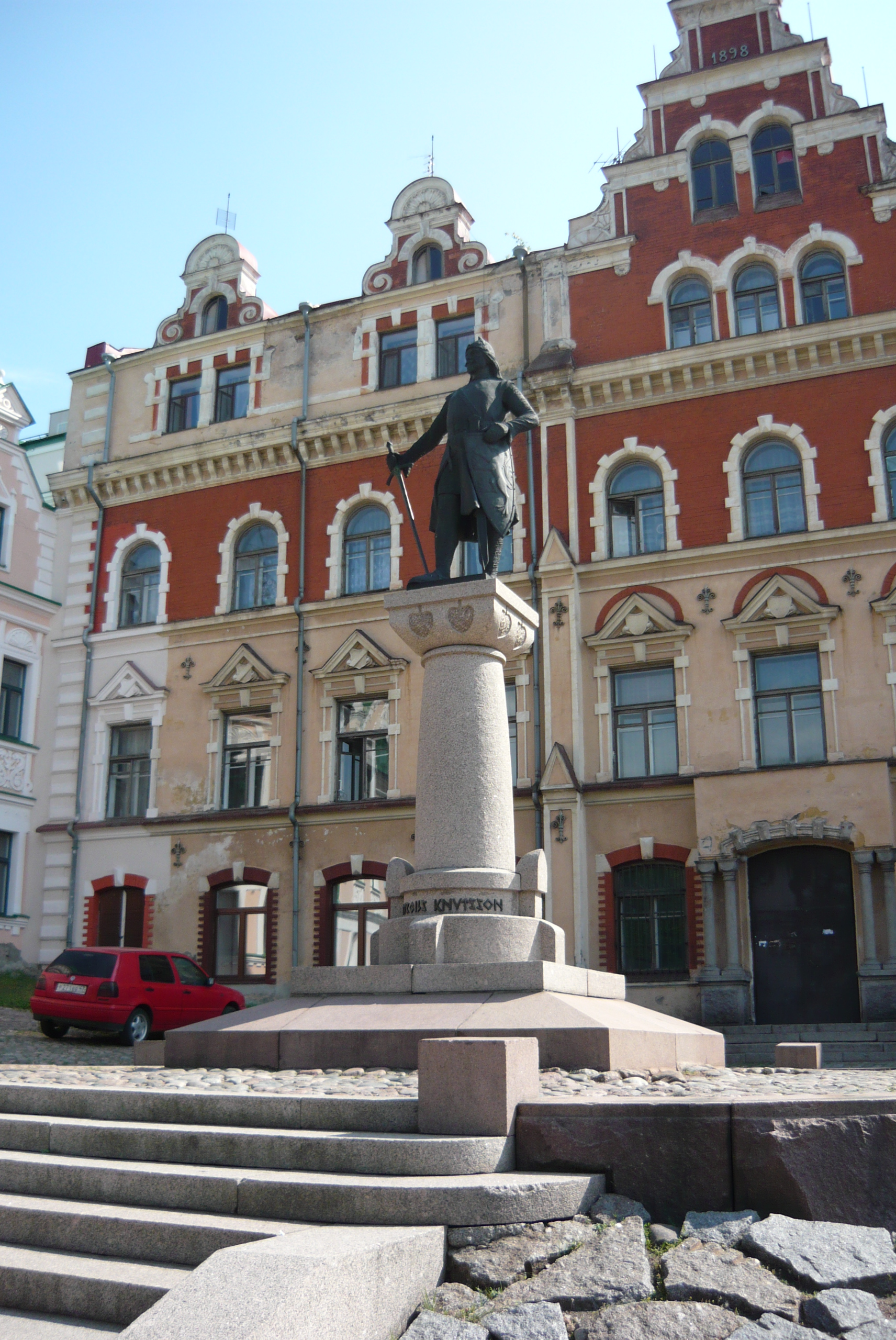
Современный вид

Вальгрен изобразил маршала стоящим на высоком круглом в плане гранитном постаменте, обращенным лицом к замку. Правая рука фигуры, сжимающая меч, откинута в сторону, в левой — щит, опущенный к бедру, на голове — боевой шлем. Позе придан уверенный воинственный вид.
Щит маршала имеет треугольную форму с отношением высоты к ширине 2 к 1. Такой щит защищал всадника от подбородка до колен. Треугольные щиты появились в XIII веке. На поверхности щита в виде низкого рельефа изображён геральдический лев.
На ногах простые «шиловидные» шпоры (колёсико в шпоре впервые появилось в конце XIII века) на ремне, пропущенном под пяткой и над верхней частью стопы.
Небольшой по размерам монумент удачно вписался по масштабу в открытую средневековую площадь. Он имеет довольно выразительный силуэт, использованный в качестве составной части посвящённой Выборгу композиции «Мост» работы скульптора П. Кавермы, установленной в Хельсинки в 2007 году.